# رنه روبرت کاولیر، سیور د لا ساله
رنه روبرت کاولیر، سیور د لا ساله (به فرانسوی: René-Robert Cavelier, Sieur de La Salle) یا روبرت د لا ساله (به فرانسوی: Robert de La Salle)؛ (۲۲ نوامبر ۱۶۴۳ –۱۹ مارس ۱۶۸۷) یک کاشف اهل فرانسه بود.
او به کاوش در منطقه دریاچه‌های بزرگ در ایالات متحده و کانادا، رودخانه میسیسیپی و خلیج مکزیک پرداخت. د لا ساله ادعا کرد که کل حوضه رودخانه میسیسیپی به فرانسه تعلق دارد.

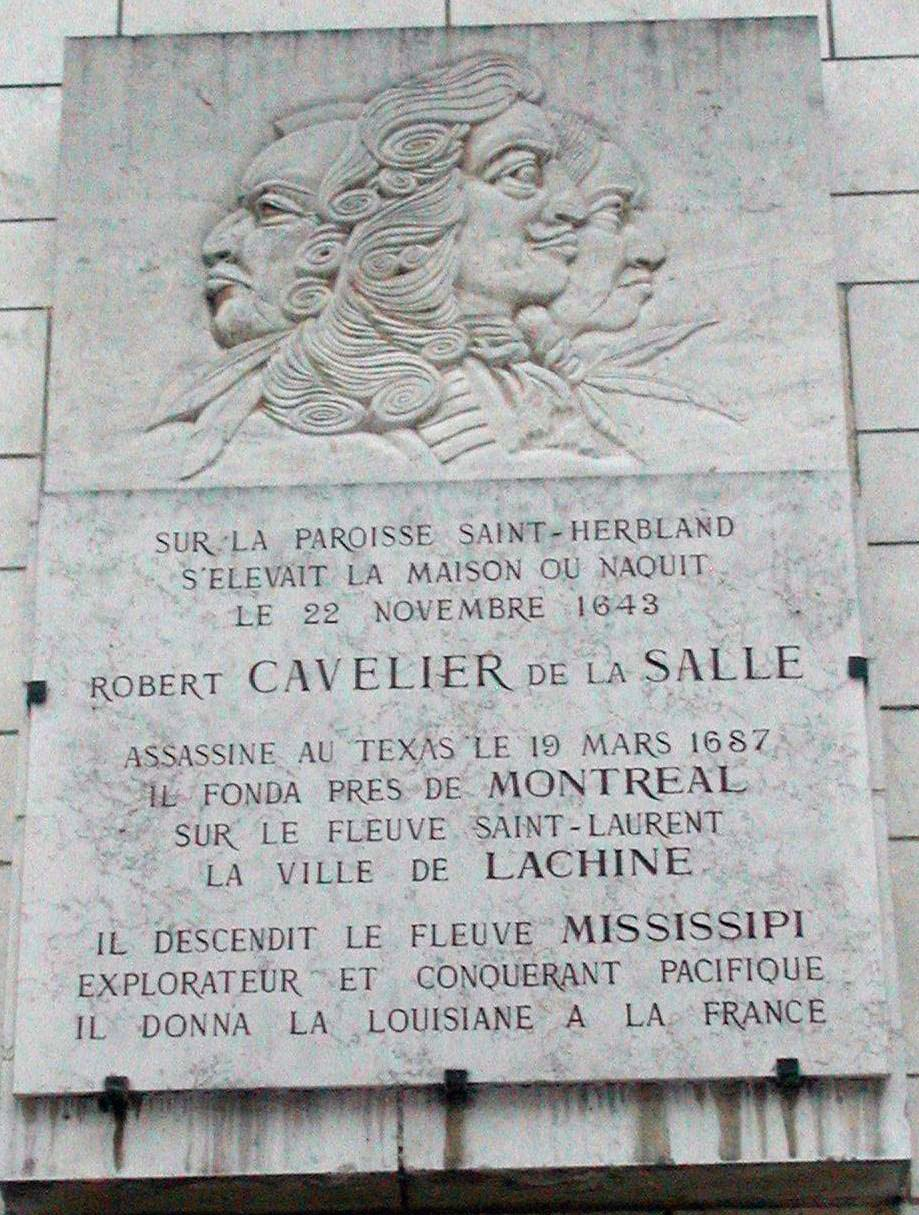
لوح یادبود د لا ساله در روان

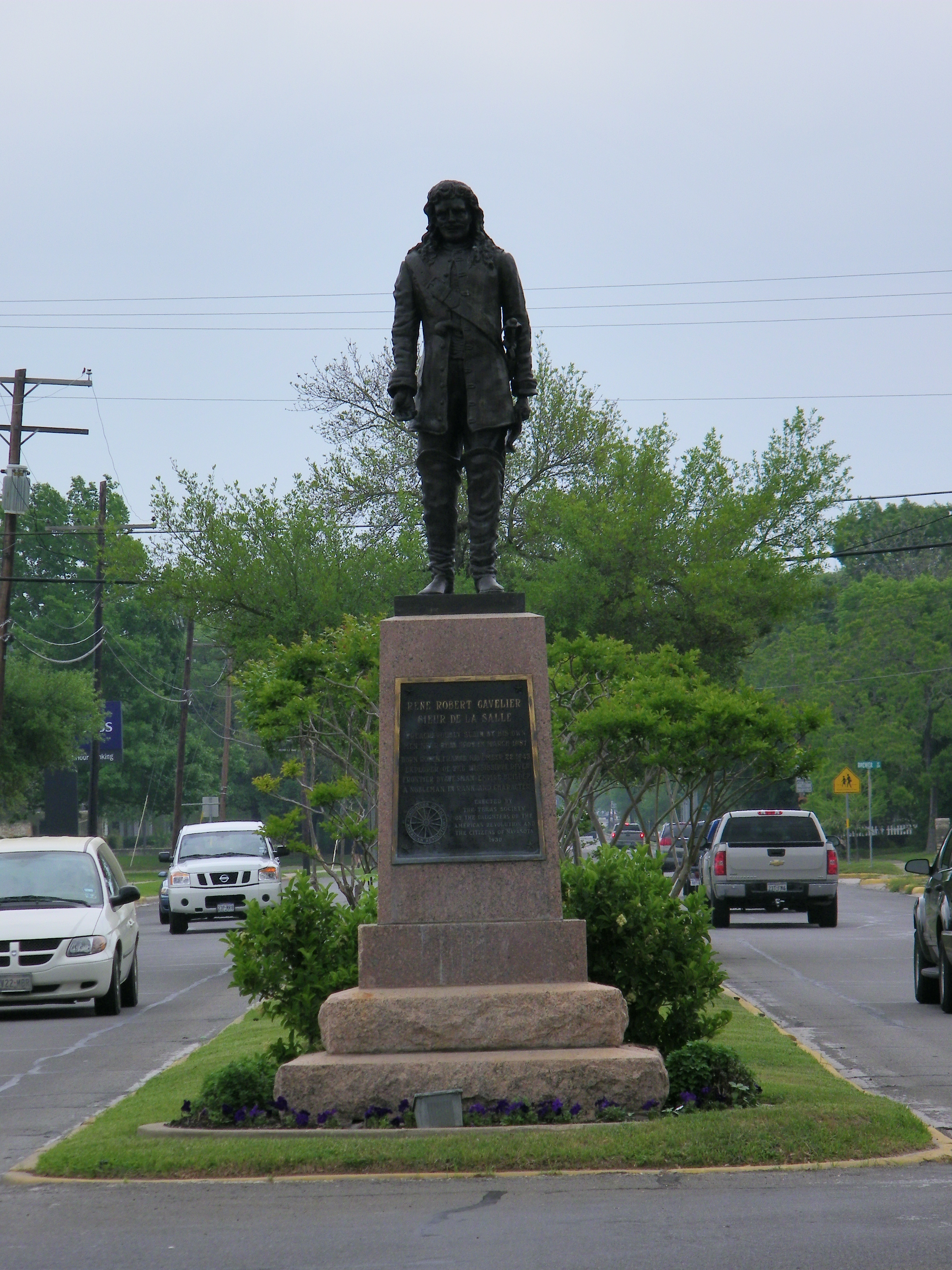
مجسمه د لا ساله واقع در کورپس کریستی، تگزاس